# Естиз Парк (Колорадо)
Естиз Парк (енгл. Estes Park) град је у америчкој савезној држави Колорадо.

## Демографија
По попису из 2010. године број становника је 5.858, што је 445 (8,2%) становника више него 2000. године.
| Група             | 2000.         | 2010.         |
| Белци             | 4.979 (92,0%) | 4.869 (83,1%) |
| Афроамериканци    | 17 (0,3%)     | 20 (0,3%)     |
| Азијати           | 42 (0,8%)     | 68 (1,2%)     |
| Хиспаноамериканци | 301 (5,6%)    | 822 (14,0%)   |
| Укупно            | 5.413         | 5.858         |